# Seat Panda
SEAT Panda var en tredørs mikrobil, som i opbygningen og delvist også motoren svarede til den italienske søstermodel Fiat Panda.
I 1979 indgik Fiat og SEAT en aftale om at producere to næsten identiske bilmodeller, men inden introduktionen af den nye SEAT Panda i sommeren 1980 ophævede italierne aftalen og forlangte derfor høje licensgebyrer for SEAT's produktion af en italiensk konstrueret model.
SEAT Panda 45 havde, ligesom sin italienske pendant, en 903 cm³-motor fra SEAT 127, som var effektreduceret til 29 kW/40 hk. Derudover fandtes SEAT Panda 35 med 843 cm³-motor fra SEAT 133 med 25 kW/34 hk. Den italienske Panda 30 med tocylindret motor fra Fiat 126 blev ikke fremstillet i en SEAT-udgave.
Som spansk specialitet lavede SEAT en SEAT Panda Furgoneta Comercial uden bageste sideruder. Bagsædet manglede ligeledes ligesom på den tilsvarende version af SEAT 600, hvorfor bilen kunne betragtes som lille varebil.
I 1983 trådte SEAT de første skridt i retning væk fra Fiat og mod Volkswagen, som havde overtaget ansvaret for fabrikken i Barcelona. Dette medførte introduktionen af specialmodellerne SEAT Panda Marbella, SEAT Panda Montana og SEAT Panda Bavaria med mere udstyr og facelift.
I 1985 suppleredes Furgoneta Comercial af SEAT Trans, som var en Panda med lukket eller glaseret kasseopbygning bagtil.
Efterfølgerne SEAT Marbella og Terra kom på markedet i efteråret 1985. Modifikationerne af Fiat Pandas undervogn kom ikke til SEAT.
- SEAT Panda Marbella
- SEAT Trans

## Tekniske specifikationer
| Model             | Slagvolume cm³ | Max. effekt kW (hk) / omdr. | Topfart km/t |
| ----------------- | -------------- | --------------------------- | ------------ |
| Panda 35          | 843            | 25 (34) / 5600              | 133          |
| Panda 40          | 903            | 31 (42) / 5400              | 130          |
| Panda 45/Marbella | 903            | 33 (45) / 5600              | 138          |